# 케네스 토비

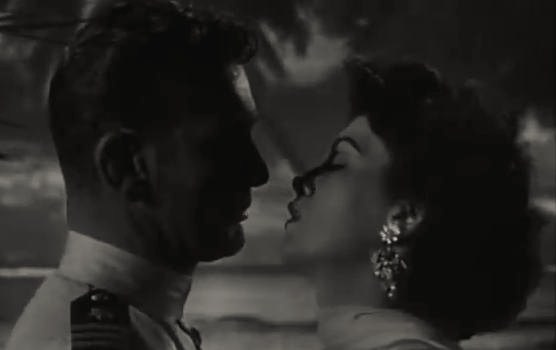

케네스 토비(Kenneth Tobey, 1917년 3월 23일 ~ 2002년 12월 22일)는 미국의 배우, 연극 배우, 텔레비전 배우, 영화배우이다.
오클랜드에서 태어났으며 랜초미라지에서 사망하였다.

## 출연 작품
- 네이키드 몬스터 (2005년)
- 보디 샷 (1993년)
- 위험한 독신녀 (1992년)
- 그렘린 2 - 뉴욕 대소동 (1990년)
- 빅 탑 피-위 (1988년)
- 고속도로 살인사건 (1988년)
- 이너스페이스 (1987년)
- 로스트 엠파이어 (1985년)
- 그렘린 (1984년)
- 낯선 침입자 (1983년)
- 하울링 (1981년)
- 에어플레인 (1980년)
- 굿바이, 프랭클린 하이 (1978년)
- 맥아더 (1977년)
- 베이비 블루 머린 (1976년)
- 어느 코미디언의 눈물 (1976년)
- 거스 (1976년)
- 매리와 래리 (1974년)
- 명탐정 바나비 존즈 (1973년)
- 워킹 톨 (1973년)
- 샌프란시스코 수사반 (1972년)
- 경찰 초년병 (1972년)
- 후보자 (1972년)
- 분노의 계절 (1972년)
- 벤 (1972년)
- 119 구조대 (1972년)
- 말로우 (1969년)
- 제12순찰대 (1968년)
- 40 건스 투 아파치 패스 (1967년)
- 아이언 사이드 (1967년)
- 살인을 위한 시간 (1967년)
- 애덤이라 불리는 남자 (1966년)
- 보난자 (1959년)
- 페리 메이슨 (1957년)
- 더 뱀파이어 (1957년)
- 독수리의 날개 (1957년)
- OK 목장의 결투 (1957년) - 뱃 마스터슨 역
- 회색 양복을 입은 사나이 (1956년)
- 딜론 보안관 (1955년)
- 놈은 바닷속으로부터 왔다 (1955년)
- 디즈니랜드 (1954년) - 조코 역
- 달려라 래시 (1954년)
- 중혼자 (1953년) - 톰 모건 역
- 심해에서 온 괴물 (1953년)
- 엔젤 페이스 (1953년)
- 황야의 역마차 (1951년)
- 괴물 디 오리지널 (1951년) - 패트릭 헨드리 대위 역
- 마이 프렌드 어머 고즈 웨스트 (1950년)
- 세가지 비밀 (1950년)
- 히 워키드 바이 나이트 (1948년)
- 디스 타임 포 킵스 (1947년)

### 텔레비전
- L.A. 로 (1991)